# Paragraf aryjski

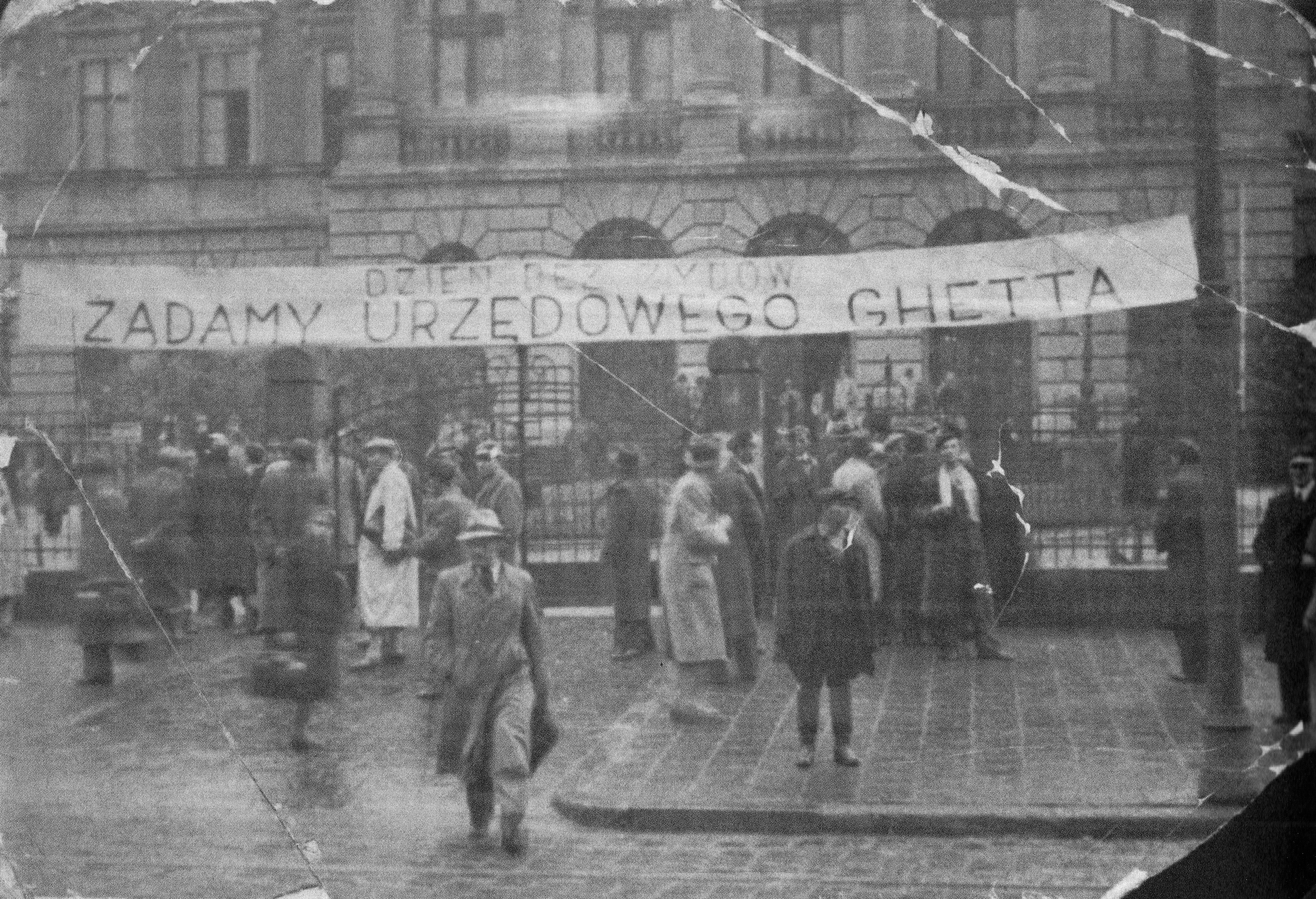
Pikieta Obozu Narodowo-Radykalnego przed gmachem Politechniki Lwowskiej z żądaniem wprowadzenia getta ławkowego, 1936

Paragraf aryjski (niem. Arierparagrapf) – akt prawny, czasem państwowy (ustawa, dekret, rozporządzenie) lub zapis w statucie organizacji, uczelni, związku sportowego itp., którego treścią i celem jest uniemożliwienie bądź ograniczenie Żydom (tzw. nie-Aryjczykom) wykonywania określonych zawodów, przynależności do organizacji, służby wojskowej itd.
Po raz pierwszy pojawiły się w Niemczech w XIX w, dotyczyły wyłącznie nacjonalistycznych korporacji studenckich i innych organizacji społecznych oraz politycznych. Na dużą skalę zostały wprowadzone w Niemczech od 1933 roku, a jeszcze mocniej od uchwalenia ustaw norymberskich (1935) jako część oficjalnej polityki III Rzeszy. Ich celem było usuwanie Żydów z życia gospodarczego, politycznego i społecznego Niemiec, oraz izolowanie ich od ludności nieżydowskiej.
W innych krajach rzadko były częścią prawodawstwa państwowego (były takie zapisy w Rumunii i na Węgrzech) albo były wdrażane, kiedy dane państwo stało się podległe III Rzeszy (Słowacja i dalsze zaostrzenie przepisów na Węgrzech). Częściej paragrafy aryjskie były umieszczane w statutach różnych organizacji społecznych i zawodowych oraz na wyższych uczelniach (getto ławkowe).

## Paragraf aryjski w Polsce
Konstytucja kwietniowa gwarantowała obywatelom równość wobec prawa. Jednak po śmierci Marszałka Piłsudskiego w Polsce nastąpiło zaostrzenie postaw wobec Żydów. W latach 1935–1939 stosowanie paragrafu aryjskiego było propagowane przez ugrupowania nacjonalistyczne, m.in. Obóz Narodowo-Radykalny i Obóz Zjednoczenia Narodowego. Na mocy wewnętrznych zarządzeń wprowadzono je w życie w niektórych izbach lekarskich i adwokackich, w organizacjach rzemieślniczych, kupieckich i innych zrzeszeniach zawodowych.
Paragrafy aryjskie w latach 1936-1939 wprowadziły do swoich statutów między innymi:
- Izba Adwokacka w Lublinie[4], 29 listopada 1936;
- Towarzystwo Biblioteki Słuchaczów Prawa w Krakowie[5][6], 27 stycznia 1937;
- Związek Zawodowy Adwokatów Polskich[7], w maju 1937;
- Bydgoski Klub Krótkofalowców[8], 27 lutego 1938;
- Związek Lekarzy Państwa Polskiego[9], 19 października 1937;
- Poznańskie Towarzystwo Farmaceutyczne[10], w marcu 1938;
- „Bratnia Pomoc” Uniwersytetu Poznańskiego[11], w marcu 1938;
- Syndykat Dziennikarzy Pomorskich[12], w marcu 1938;
- Akademicki Związek Morski[13], w marcu 1938;
- Związek Teatrów Świetlnych województwa śląskiego i Zagłębia Dąbrowskiego[14], w marcu 1938;
- Zrzeszenie Asesorów i Aplikantów Sądowych[15] w Warszawie, w marcu 1938;
- Związek Zrzeszeń Młodych Prawników w Polsce[16], w maju 1938;
- Związek Polskich Inżynierów Kolejowych[17], w maju 1938;
- Stowarzyszenie Architektów RP[18][19][20], w czerwcu 1938 (wniosek o wprowadzenie zmian został zatwierdzony w czerwcu 1937[21], a jego przyczyną było wcześniejsze stanowisko Zarządu SARP w sprawie ekscesów antyżydowskich na Politechnice Warszawskiej[22], które spowodowało interwencję zewnętrzną i zmiany w składzie Zarządu);
- Cech garbarski Grudziądza[23], w sierpniu 1938;
- Poznański oddział Zrzeszenia Lekarzy Weterynaryjnych Rzeczypospolitej Polskiej[24], w maju 1939;
- Związek Pracowników Skarbowych R.P.[25], w maju 1939;
- Naczelna Organizacja Inżynierów R.P.[26] (jednocześnie zobowiązując do wprowadzenia p.a. wszystkie stowarzyszenia członkowskie), 25 czerwca 1939;